# Chouchou (mini-série)
Pour les articles homonymes, voir Chouchou.
Chouchou est une mini-série dramatique québécoise en huit épisodes de 42 minutes créée par Simon Boulerice et diffusée entre le 14 septembre et le 2 novembre 2022 sur Noovo.
La mini-série est inspirée de l'histoire vraie de Mary Kay Letourneau, une professeur de mathématiques américaine, qui a eu des relations sexuelles avec son élève âgé de 12 ans.

## Synopsis
Elle raconte l'histoire d'une relation illégitime entre une enseignante de français de 37 ans et son élève de 17 ans.

## Fiche technique
- Création : Simon Boulerice
- Réalisation : Marie-Claude Blouin, Félix Tétreault
- Auteur : Simon Boulerice
- Costumes : Louis-David Pelletier
- Musique : Samuel Laflamme
- Direction photo : François Dutil
- Direction artistique : Mario Hervieux
- Son : Mathieu Alix, Frédérick Michaud, Benoît Coallier
- Productrice : Vicky Bounadère
- Productrice déléguée : Marie-Christine Lavoie
- Société de production : Passez Go
- Pays d'origine :  Canada
- Langue originale : français
- Genre : Drame
- Nombre de saisons : 1
- Nombre d'épisodes : 8
- Durée : 43 minutes

## Distribution

### Distribution principale
- Évelyne Brochu : Chanelle Chouinard
- Lévi Doré : Sandrick Ranger
- Steve Laplante : Jeff Sansregret, mari de Chanelle
- Sophie Cadieux : Patricia Ranger, mère de Sandrick

### Distribution secondaire
- Pascale Renaud-Hébert : Cindy, sœur de Chanelle
- Patrick Emmanuel Abellard : Franky
- Joey Bélanger : Elliot, fils de Chanelle
- Agathe Ledoux : Thérèse, fille de Chanelle
- Ambre Jabrane : Mégane
- Nora Guerch : Mélanie
- Evelyne Laferrière : Frédérika
- Monique Spaziani : Annette
- Kathleen Fortin : Mireille
- Lise Castonguay : Lise
- Stéphane Breton : Sébastien
- Josée Deschênes : Sandra Malo
- Marie-Hélène Thibault : Martine
- Joëlle Paré-Beaulieu : Me Laurence Dufort
- Luc Senay : Me Brisac
- Myriam Leblanc : Psychologue
- Simon Boulerice : Philippe Deschamps
- Ariel Ifergan : Enquêteur Midal
- Karine Gonthier-Hyndman : Enquêtrice Asselin
- Rosie-Anne Bérubé Bernier : Nathalie
- Giorgio Cazzaro : Juge
- Sarah Villeneuve-Desjardins : Infirmière clinique
- Roberto Mei : Vendeur de drogue
- Manon Brunet : Agente Annick
- Christian Laporte : Michel
- Romy Bouchard : Caissière épicerie
- Tiago Plourde : Ado
- Diane-Marie Racicot : Détenue de corridor
- Lara Kramer : Cassidy
- Étienne Lajeunesse : Ami de l'ado
- Harry Standjofski : Propriétaire
- Claire Gagnon : Suzanne

## Production
La série, annoncée le 17 mars 2022, est écrite par Simon Boulerice, dont c'est la première série destinée à un public adulte, et le tournage débute à la fin du mois d’avril 2022 pour une diffusion à l'automne 2022. Selon le scénariste, l’idée lui est venue de l'histoire de Mary Kay Letourneau, un fait divers datant de 1996 aux États-Unis où une professeure avait été emprisonnée après avoir eu des relations sexuelles avec un élève de 12 ans.
Le 10 octobre 2022, France Télévisions Distribution annonce avoir fait l'acquisition des droits de diffusion internationaux de la série, pour un lancement lors du MIPCOM 2022 sous le titre Sweetheart.

## Épisodes
1. Laisser son empreinte
2. Frissons solennels
3. La 4e feuille des trèfles
4. L'Indignité
5. Les Soupçons
6. S'ouvrir les yeux
7. Tout sera possible pour moi
8. La Section « rêves »

## Accueil

### Audiences
À l'automne 2022, Chouchou est la cinquième émission et la première série de fiction la plus regardée sur Noovo entre le 11 et le 25 septembre. Selon Bell Média, la série engendre une hausse d’auditoire de 25% de sa case horaire par rapport à l’année précédente, avec un auditoire moyen par minute (en) de près d’un demi-million de téléspectateurs entre le 12 septembre et le 23 octobre,. Chouchou est également la série de fiction la plus regardée sur le site de visionnage Noovo.ca, avec un total de 827 000 visionnements en direct et en rattrapage, et la série québécoise la plus visionnée sur le service de vidéo sur demande Crave. Selon le chroniqueur télé au journal Le Soleil Richard Therrien, les deux premiers épisodes de la série ont attiré respectivement 208 000 et 201 000 téléspectateurs,. Le quatrième épisode réalise quant à lui une audience de 235 000 selon Hugo Dumas de La Presse.

### Accueil critique
Selon Hugo Dumas du quotidien La Presse, « C’est joué avec finesse. C’est écrit avec les nuances nécessaires. C’est bouleversant avec juste assez de touches humoristiques pour abaisser la tension. Et, surtout, c’est hyper confrontant. ».
Richard Therrien du journal Le Soleil écrit : « L'auteur navigue habilement, avec beaucoup de subtilité, dans cette histoire, créant des personnages forts et attachants ». Il qualifie la série de « visuellement magnifique, dans la lignée de l'approche cinématographique des autres séries de Noovo » et vante les « deux interprètes principaux, dont le magnétisme transparaît à l'écran », ajoutant que « L'ambiance musicale envoûte le téléspectateur ».
Selon Manon Dumais du quotidien Le Devoir, « Dans sa manière de distiller les éléments de l’enquête et d’alterner les points de vue, l’auteur crée un suspense à la fois sulfureux et à glacer le sang. À la réalisation, Marie-Claude Blouin (De Pierre en fille) et Félix Tétreault (Lou et Sophie) créent des ambiances tour à tour enveloppantes, sensuelles et vénéneuses ».
Le Journal de Montréal place la série à la troisième position de son palmarès des meilleures nouvelles fictions québécoises de 2022, derrière La Nuit où Laurier Gaudreault s'est réveillé et Avant le crash, arguant que « Le sujet était délicat, mais l’auteur Simon Boulerice a su manœuvrer – de même que l’actrice Evelyne Brochu – pour qu’on s’attache à son personnage, Chanelle «Chouchou» Chouinard, une enseignante qui s’éprend d’un élève de 17 ans, se lançant dans le vide et sacrifiant du même coup sa famille et sa carrière ».
Selon Élizabeth Lepage-Boily de Showbizz.net, « cette histoire transpire une déroutante vérité qui ne peut que placer le téléspectateur dans une position inconfortable. C'est plausible, crédible, humain et c'est entre autres pourquoi ça frappe aussi fort ». La journaliste salue également la performance des acteurs, en particulier Lévi Doré qui, selon elle, « arrive à nous faire comprendre pourquoi une femme adulte, mère de deux beaux enfants et heureuse en ménage, peut céder pour un impudent gamin de 17 ans. Son regard est complètement hypnotisant et son sourire, sensuellement téméraire ».

### Distinctions

#### Récompenses
- Les Zapettes d’or 2023: Grand prix « Ça m’allume » - émission coup de cœur de l’année
- Prix Gémeaux 2023: Meilleur texte: Série dramatique pour Simon Boulerice(Épisode 1 - Laisser son empreinte)

#### Nominations
- Les Zapettes d’or 2023: 
  - Moment dramatique fictif: Chanelle renonce à l’avortement et Jeff réagit mal
  - WOW de l’année - personnalité qui a marqué notre année télé:
    - Pascale Renaud-Hébert(également pour STAT, Entre deux draps, Motel Paradis et Sans rendez-vous)
    - Steve Laplante(également pour C’est comme ça que je t’aime et Léo)

  - Personnage fictif le mieux interprété:
    - Chanelle Chouinard(Evelyne Brochu)
    - Sandrick Ranger(Lévi Doré)
- Prix Gémeaux 2023:
  - Meilleure série dramatique
  - Meilleure réalisation: Série dramatique pour Marie-Claude Blouin et Félix Tétreault(Épisode 3 - La 4e feuille des trèfles)
  - Meilleur montage : Fiction pour Isabelle Desmarais(Épisode 3 - La 4e feuille des trèfles)
  - Meilleur premier rôle : Série Dramatique pour Evelyne Brochu(Épisode 6 - La section « rêves »)
  - Meilleur rôle de soutien : Série Dramatique pour Steve Laplante(Épisode 5 - Les soupçons)